# Берналило
Окръг Берналило (на английски: Bernalillo County) е окръг в щата Ню Мексико, Съединени американски щати. Площта му е 3028 km², а населението – 676 773 души (2017). Административен център е град Албакърки.